# 퍼스트 어벤져
《퍼스트 어벤져》(영어: Captain America: The First Avenger)는 2011년 개봉한 미국의 영화이다. 원 제목은 캡틴 아메리카: 퍼스트 어벤져이나 대한민국을 비롯한 몇 개 국가에서는 반미감정으로 인한 거부감을 나타낼수 있어 캡틴 아메리카를 제외하고 부제인 퍼스트 어벤져로 개봉하였다.
편집 소프트웨어 중 하나로 모카 프로가 사용되었다. 마블 시네마틱 유니버스를 기반으로 한 영화다.

## 등장 복장
- 무대 공연 복장

-캡틴 아메리카가 혈청을 맞고 초창기 시절에 활동하던 복장이다. 1940년대 제 2차 세계대전의 병사들을 지원하기 위해 채권홍보를 하던 복장이다. 어벤져스 1편의 복장과 상당히 비슷하다.(잘 보면 쫄쫄이 위에 핫팬츠) 이 시절의 방패는 철로 만들어져 있으며 레드스컬에 주먹에 파인다. 비브라늄 원형 방패가 아니고 그냥 방패이다.
- 전투 군복 복장

-캡틴 아메리카가 버키 반즈를 비롯한 포로들을 레드스컬에게서 구출하며 토니 스타크의 아버지인 하워드 스타크가 만들어준 슈트이다. 이 슈트는 군복에 가까운 형태로 되어있어 매우 질기다. 하워드 스타크에게 따르면 카본 폴리머라는 소배로 이루어져있어 방검 기능을 보유하고 있다고 한다.(그런데 하이드라가 칼을 쓰지 않을거라며 놀림) 이때부터 우리에게 친숙한 원형 비브라늄 방패를 사용했다(영화 초반부의 쓰레기통 뚜껑이 떡밥)

## 줄거리
세계를 위협하는 전쟁, 그 한가운데로 향한 ‘캡틴’ 슈퍼히어로의 역사로 남을 그의 활약이 시작된다! 세계 전쟁으로 암흑에 빠진 시기, 한 남자가 군 입대를 자원한다. 그의 이름은 ‘스티브 로저스’. 남들보다 왜소하고 마른 체격으로 인해 입대마저 번번히 거부당하던 그는 포기를 모르는 근성과 강한 희생 정신을 인정받아 최고의 전사를 양성하는 ‘슈퍼 솔져’ 프로젝트에 스카우트된다. 비밀리에 진행된 실험을 통해 가장 완벽한 육체와 인간의 한계를 초월한 신체 능력을 얻게 된 스티브. 그는 모두에게 ‘캡틴’으로 불리며, 시대의 영웅으로 새롭게 태어난다. 하지만 그의 등장에 맞서 거대한 ‘히드라’ 조직을 앞세운 적의 공격은 한층 막강해지고, 그 핵심에 선 ‘레드 스컬’은 인류를 위협하는 최후의 전투를 준비하는데...

## 출연
- 크리스 에반스 - 스티븐 로저스 / 캡틴 아메리카
- 헤일리 앳웰 - 페기 카터
- 휴고 위빙 - 요한 슈미트 / 레드 스컬
- 세바스찬 스탠 - 제임스 "버키" 반스
- 토미 리 존스 - 체스터 필립스
- 도미닉 쿠퍼 - 하워드 스타크
- 닐 맥도너 - 덤 덤 듀건
- 데릭 루크 - 게이브 존스
- 스탠리 투치 - 에이브러햄 어스킨
- 케네스 최 - 짐 모리타
- 브루노 리치 - 자크 데니에
- J. J. 필드 - 제임스 몽고메리 팔스워스
- 토비 존스 - 에밈 졸라
- 새뮤얼 L. 잭슨 - 닉 퓨리
- 리처드 아미티지 - 하인츠 크루거
- 스탠 리 - 장군 (카메오)

## 한국판 성우진
- 임채헌 - 스티븐 로저스 / 캡틴 아메리카(크리스 에반스)
- 심승한 - 레드 스컬(휴고 위빙)
- 김가령 - 페기 카터(헤일리 앳웰)
- 강구한 - 필립스(토미 리 존스)
- 정성훈 - 버키 반즈(세바스티안 스탄)
- 이동훈 - 하워드 스타크(도미닉 쿠퍼)
- 탁원제 - 어스킨 박사(스탠리 투치)
- 김기철 - 아르님 졸라(토비 존스)
- 권창욱 - 듀건(닐 맥도너)
- 홍진욱 - 펠스워스(JJ 필드)
- 온영삼 - 브랜트(마이클 브랜던)
- 유동균 - 스탠 리 / 존스(데릭 루크) / 호지(렉스 샤프넬)
- 김기현 - 닉 퓨리(사무엘 L. 잭슨)